# Infinite Ryvius
Infinite Ryvius (無限のリヴァイアス, Mugen no Rivaiusu) est un anime de 26 episodes diffusé pour la première fois en 1999. Il est ensuite paru une version manga en 2000, qui comporte 2 tomes.

## Histoire

### Généralités
- 2137 : une gigantesque éruption solaire se propage à travers le système solaire, créant un champ de plasma permanent entre toutes les planètes du système solaire, appelé par la suite le Gehuld. La Terre a perdu à cette occasion la moitié de sa population (celle se trouvant côté soleil).
- 2225 : l'humanité a accéléré son développement spatial et colonisé presque l'ensemble du système solaire. L'histoire racontée dans Infinite Ryvius démarre ici.

## Anime

### Musique

#### Infinite RYVIUS Original Soundtrack 1
- Date de sortie : 16 décembre 1999
- Les titres avec paroles sont chantés par Mika Arisaka

1. DIS (Club Mix version)
2. nani mo shiranakutemo
3. boku no setsuna
4. REVISE US
5. NOWHERE
6. mishiranu mono (L'inconnu)
7. kokoro no sukima
8. kuzureyuku mono
9. EASY LIVING
10. kobore ochite
11. yume wo sugite mo (remix version) (même après le rêve)
12. communication
13. ALMOST BLUE
14. ikinobiru kanata
15. FAINT HOPE
16. maemuki ni
17. COOL!
18. DIS (English version)
19. yume wo sugitemo
20. DIS (karaoke version)
21. yume wo sugitemo (karaoke version)

#### Infinite RYVIUS Original Soundtrack 2
- VICL-60486
- Date de sortie : 1er mars 2000

1. harakunaru sasayaki (Distancing Whisper)
2. nani mo shiranakutemo (Unaware of Anything)
3. toge (Thorn; performed by Mika Arisaka)
4. mukai aumono (Face To Face)
5. genjitsuto no haza made (Until Reality Shows Its Face)
6. kokoro no kakera (Fragments of the Heart)
7. itoshi sa no nakade (Into Beauty)
8. hayaru kokoro (Thriving Heart)
9. utsutsu narumono (Taking Revenge)
10. tawamurete (Flirting)
11. mitsumete (Watching)
12. shijirarerumono wa (Of Disbelief)
13. yume wo sugitemo (Even After Dreaming)
14. mirai e no ippo (A Step Towards the Future)
15. aragaenumama
16. sasurai tsuzukete (Continued Wandering)
17. tsumugareta fuan (Spun Anxiety)
18. ketsui to koudou to (Decision and Action)
19. todoketai kokoro (Undeliverable Heart)
20. shinkirou no you ni (Like A Mirage)
21. ashita ga arukara (Because There Will Be Tomorrow)
22. yamikara no hohoemi (Smile From The Shadows)
23. shiritakatakoto (Things I Wanted to Know)
24. yume wo sugimoto (Even After Dreaming; performed by Mika Arisaka)
25. todoketai kokoro (Undeliverable Heart; Reggae Phil Mix)
26. H (Mega Mix)

#### Infinite RYVIUS Original Soundtrack 3
- VICL-60487
- Date de sortie : 23 mars 2000

1. M.I.D. ANTHEM
2. DIS~ (Song Bird Mix; performed by Mika Arisaka)
3. BLUE WRECKAGE (performed by Noriko)
4. CODE-026
5. aoi tori no yukue (performed by Mika Arisaka)
6. menterae
7. GOING (performed by Kaori)
8. JUST (Interlude)
9. THE NEPHILIMS (performed by Bambaataa Afrika)
10. kanashiki hyouryuu (performed by DJ MA$A)
11. SEE THE LIGHT (performed by Smooth Bee)
12. tobira (performed by DJ MA$A)
13. GENERATION WAR
14. ENVIOUS
15. DIS~ (Terra Mix; performed by Mika Arisaka)

### Liste des épisodes
- Sere 1 - きたるべきとき/Kitarubeki toki; Le moment qui doit arriver
- Sere 2 - よけいなこと/Yokei na koto; La chose à ne pas faire
- Sere 3 - うなばらをこえて/Unabara wo koete; En franchissant l'océan"
- Sere 4 - リヴァイアスのわ/Rivaiasu no wa;　Le cercle de Ryvius
- Sere 5 - ちいさなまとまり/Chiisana matomari; Petit rassemblement
- Sere 6 - ぼくのせつな/Boku no setsuna; Mon instant
- Sere 7 - かわりゆくとき/Kawari-yuku toki; Les temps qui changent
- Sere 8 - なにもしらなかった/Nanimo shiranakatta; Nous ne savions rien
- Sere 9 - ヴァイタル・ガーダー/Vaitaru Gaadaa; Vital Guarder
- Sere 10 - しんじられなくても/Shinjirarenakutemo; Même si je n'y crois pas
- Sere 11 - まつりのあと/Matsuri no ato; Après la fête
- Sere 12 - みらいのありか/Mirai no arika; Là où se trouve le futur
- Sere 13 - ふれあうことしか/Fureau koto shika; Nous ne pouvions que nous effleurer
- Sere 14 - いしきしすぎ/Ishiki shisugi; Se prendre trop la tête
- Sere 15 - ながされるままに/Nagasareru mama ni; En suivant le courant
- Sere 16 - ゆがむせかい/Yugamu sekai; Un monde tordu
- Sere 17 - じゆうのちつじょ/Jiyuu no chitsujo; Un ordre libre
- Sere 18 - わかりあえない/Wakariaenai; Incompréhension
- Sere 19 - えがおできみと/Egao de kimi to; Je veux sourire avec toi
- Sere 20 - ゆずれないもの/Yuzurenai mono; Ce que je ne peux céder
- Sere 21 - あしたなんかいらない/Ashita nanka iranai; Pas besoin de lendemain
- Sere 22 - いきのこるために/Ikinokoru tame ni; Pour survivre
- Sere 23 - ちぎれたかこ/Chigireta kako; Le passé déchiré
- Sere 24 - あいばこうじ/Aiba Kouji; Kôji Aiba
- Sere 25 - おれであるために/Ore de aru tame ni; Pour rester qui je suis
- Sere 26 - あした/Ashita; Demain